# Claude Dupuy
Claude Dupuy (Paris, 1545 — Paris, 1 de Dezembro de 1594) foi um jurista, bibliófilo, filólogo e humanista francês. Figura chave no círculo de humanistas e historiadores franceses centralizados em torno de Jacques Cujas e Jacques-Auguste de Thou, Dupuy formou uma grande biblioteca de manuscritos que foi herdada pelos seus filhos Pierre, erudito notável, e o humanista Jacques. Quando este morreu, em 1657, os livros e os manuscritos passaram para a Coleção Real e hoje fazem parte da Biblioteca Nacional da França. Todas essas obras são identificadas hoje como o Codex Puteanus. Entre seus escritos mais célebres estão os manuscritos das Epístolas de São Paulo, em grego e latim, além de uma coleção das notações tironianas.
Entre outras raridades encontram-se também manuscritos do século IX de Estácio (século I d.C.), a obra Apologeticum de Tertuliano e um códex do século V da Terceira Década de Lívio (século I a.C.–II d.C.). Estes escritos tinham pertencido à Abadia de Corbie, e foram adquiridos não se sabe por quais meios. Claude Dupuy não se interessava por iluminuras, ele dava preferência a textos bons, corretos, e escritos com elegância. Ele os lia, e algumas vezes, fazia anotações sobre eles. Infelizmente, morreu muito cedo para publicar os resultados de suas pesquisas, porém, sua vasta correspondência com Gian Vincenzo Pinelli (1535-1601) foi editada por Anna Maria Raugei.

## Obras
- Gallicae Lingvæ Institvtio, Latino Sermone Conscripta, Per Ioannem Pilotum Barrensem, Ioannes Pilotus Barrensis, Arnout Nicolai, Gulielmus Silvius - 1563
- Strōmateus Paroimiōn Emmetrōn, Josephus Scaliger, Astrampsychus - 1600
- Claudii Poteanus tumulos - 1607
- Trogi Pompeii Historiarum Philippicarum epitoma, Marcus Iunianus Iustinus, Pompeius Trogus, Jacques Cujas, Victor Strigel - 1613
- XIV Panegyrici veteres ad antiquam: qua editionem quà scripturam infinitis locis emendati, aucti : antea quidem ope Ioan. M. Catanaei, Fr. Balduini, Hermand Rayani, Ioann. Livineii, Iuste Lipsii - 1655
- Latini Pacati Drepanii Panegyricus: cum notis integris Claudii Puteani, Franc. Iureti ... aliorumque selectis animadversiones criticae ... - 1753